# Desmatoneura erythrostoma
Desmatoneura erythrostoma är en tvåvingeart som först beskrevs av Camillo Rondani 1873.  Desmatoneura erythrostoma ingår i släktet Desmatoneura och familjen svävflugor.
Artens utbredningsområde är Iran. Inga underarter finns listade i Catalogue of Life.